# Naturpark Solling-Vogler

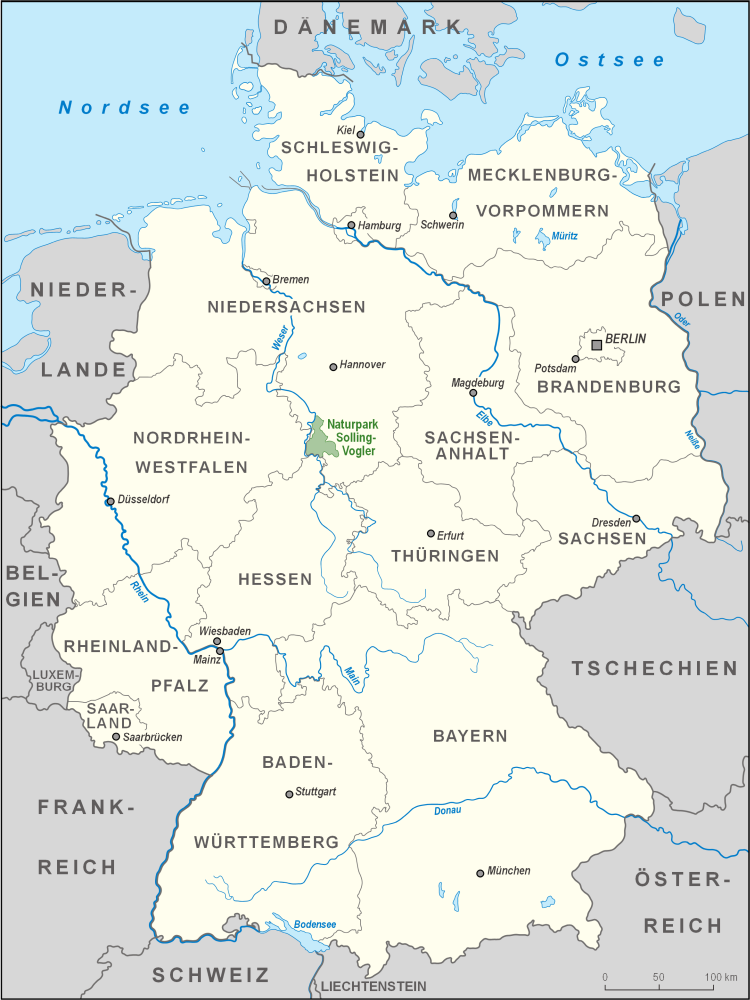
Lage des Naturparks Solling-Vogler

Der Naturpark Solling-Vogler ist ein (seit der Erweiterung im Jahr 2022) 75.381 Hektar großer Naturpark im Süden Niedersachsens (Deutschland).
Der Naturpark liegt östlich des Wesertals und umfasst insbesondere den Solling, das zweitgrößte Waldgebiet Niedersachsens. Zudem gehört der Vogler und der zwischen diesen beiden Mittelgebirgen gelegene Höhenzug Burgberg zu dem Naturpark.

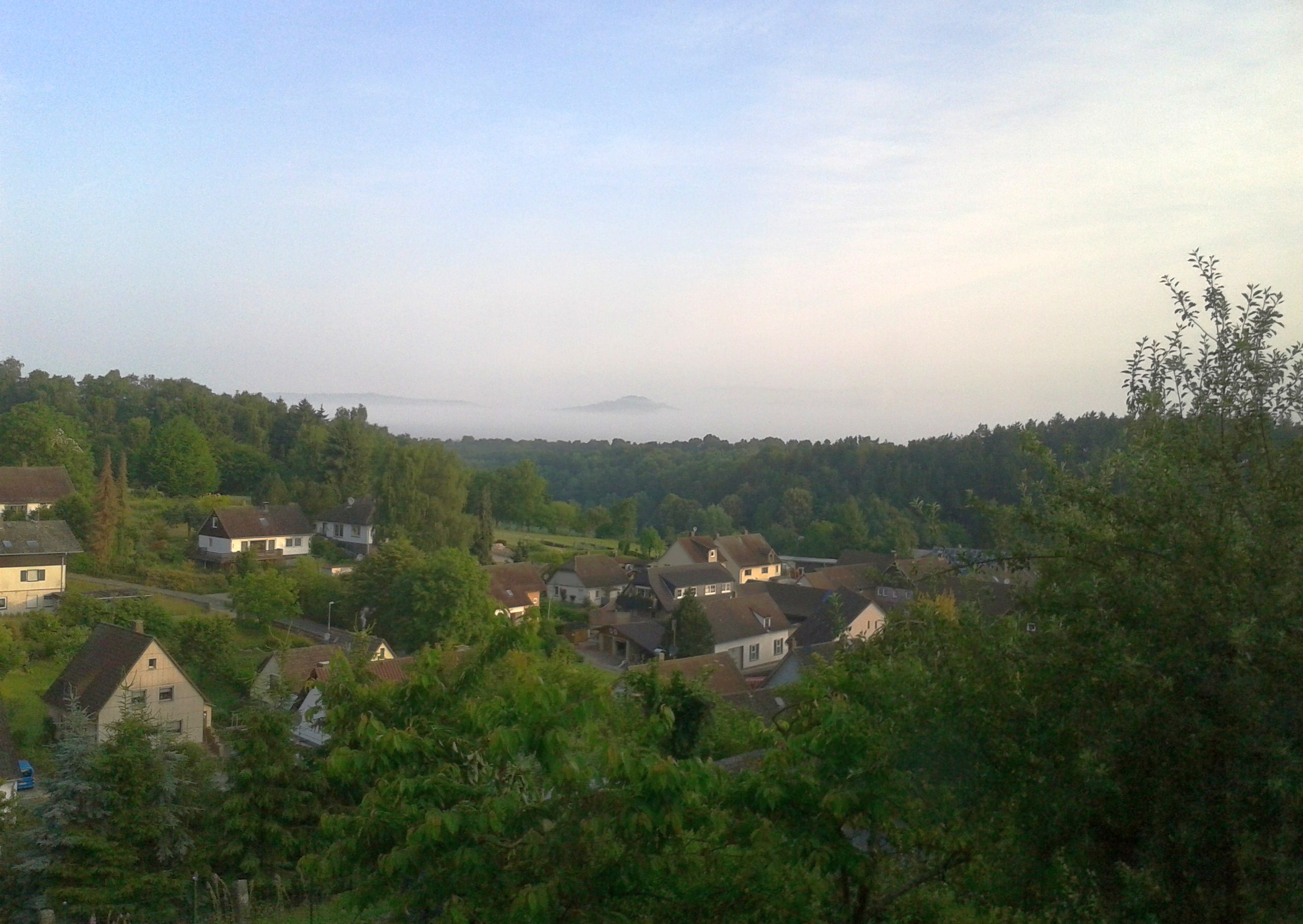
Großer Everstein (Höhenzug Burgberg) im Nebel verdeckt; diese Wetterlage tritt nur im Frühling, Herbst und Frühsommer bei Temperaturen um die 4–15 Grad Celsius und ausreichender Luftfeuchte (Regen, verdampfender Tau) auf

Er wurde 1966 gegründet und wird vom „Zweckverband Naturpark Solling-Vogler“ betreut, dessen Träger die Landkreise Holzminden und Northeim und das Land Niedersachsen sind.

## Geographie

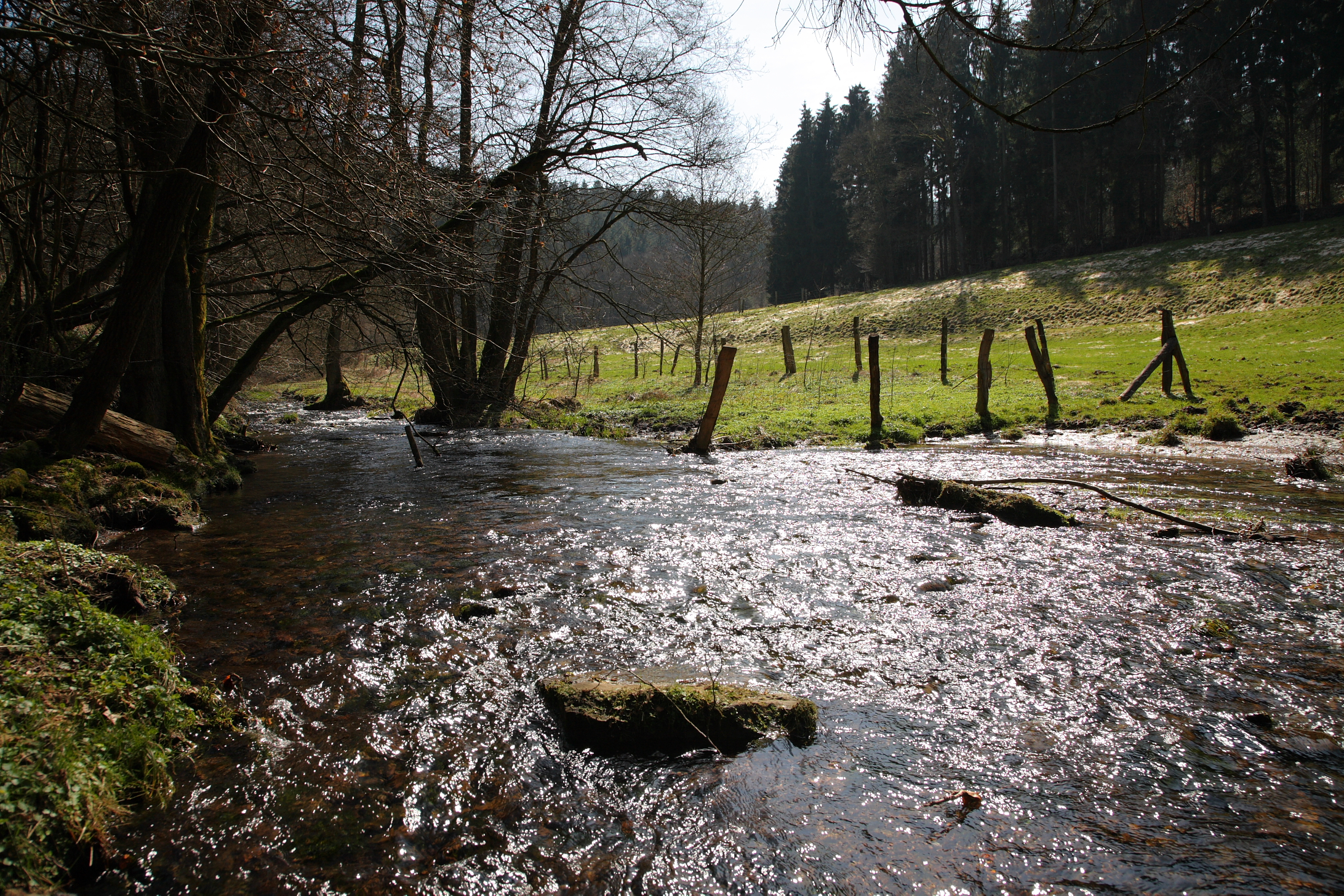
Ilme im Naturpark Solling-Vogler entlang der L548 nahe der Abzweigung Richtung Abbecke

Der Naturpark Solling-Vogler liegt nordwestlich der Großstadt Göttingen in den beiden zuvor erwähnten Landkreisen zwischen den Flüssen Weser im Westen und Leine im Osten. Er befindet sich zwischen den Ortschaften Bodenwerder im Norden, Stadtoldendorf und Dassel im Nordosten, Moringen im Osten, Hardegsen und Uslar im Südosten, Bad Karlshafen im Süden, Beverungen im Südwesten, Höxter im Westen und Holzminden im Nordwesten.
Der Naturpark liegt zwischen seinen Nachbarn Naturpark Weserbergland Schaumburg-Hameln im Norden, dem Naturpark Münden im Süden, dem Nationalpark Harz im Osten und dem Naturpark Teutoburger Wald / Eggegebirge im Westen.
Die Buntsandsteinkuppel des Sollings (bis 528 m ü. NN.) hat die Gestalt eines Hochplateaus mit Mischwäldern, Feuchtwiesen und Mooren. Auch der Vogler (460 m) ist ein Sandsteingebirge, aber mit vielen Bergen und Tälern mit steilen Felswänden. Der Solling zeichnet sich außerdem durch sein feuchtes Klima aus, welches zur Entstehung von Hochmoor beigetragen hat.

## Flora und Fauna
Buchen und Fichten-Bestände bedecken mehr als 80 Prozent der Naturparkfläche. Eine ausgeprägte Krautschicht ist nur in den Laubwaldzonen vorhanden. An einigen Standorten sind alte Eichen erhalten geblieben, darunter die die als Naturschutzgebiet ausgewiesenen Eichenhudewälder bei Lauenberg. Stellenweise finden sich auch seltene Pflanzen wie Sonnentau, Streifenfarn und seltene Orchideenarten.

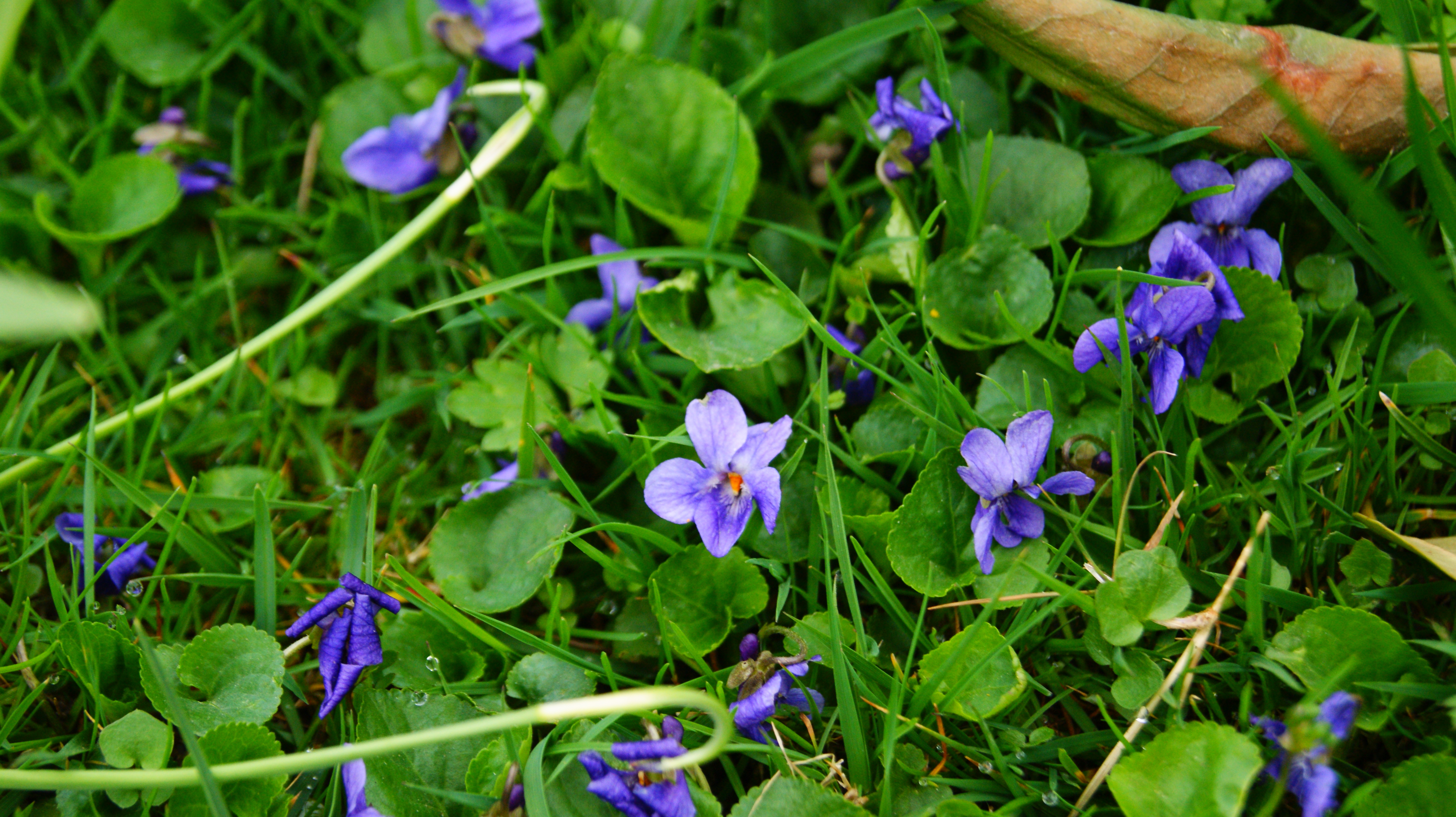
Wildes Veilchen

Insgesamt sind im Solling 937 Arten von Farn- und Samenpflanzen nachgewiesen, wovon 261 in der Roten Liste gefährdeter Arten verzeichnet sind. Zudem kommen dort 296 Moose vor, davon 87 gefährdet, und 123 Flechten, von denen 49 gefährdet sind. Auf schattigen Flächen sind die Weißliche Hainsimse und der Waldsauerklee typisch in der Krautschicht auffindbare Pflanzen, auf gut belichteten Flächen dagegen die Draht-Schmiele.
Der bejagte Wildbestand setzt sich standorttypisch zusammen aus dem Schalenwild, hier im Wesentlichen bestehend aus Rotwild, Schwarzwild und Rehwild, gelegentlich Damwild und dem Raubwild, hier bestehend aus Luchs, Rotfuchs, Waschbär, Dachs, Marder, Wiesel und Iltis.
Zu den Brutvögeln des Sollings gehören Baumpieper, Zaunkönig, Heckenbraunelle, Fitis, Zilpzalp, Wintergoldhähnchen, Sommergoldhähnchen, Rotkehlchen, Singdrossel, Amsel, Kohlmeise, Tannenmeise, Kleiber, Buchfink und Star.

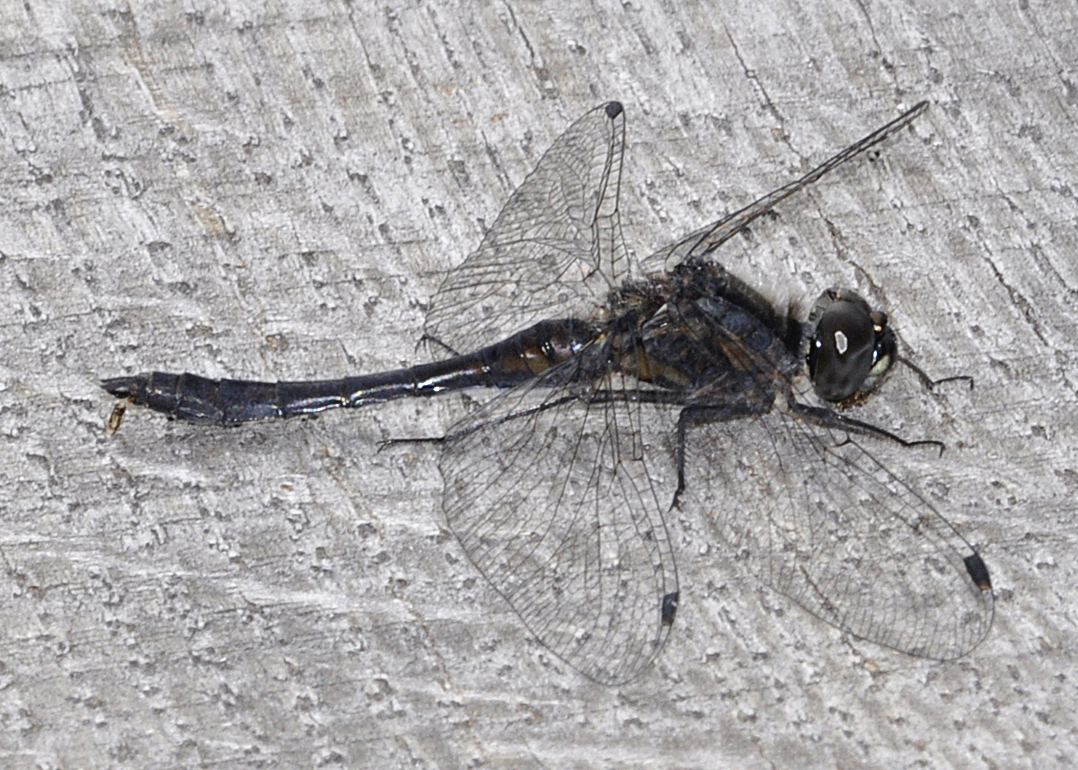
Schwarze Heidelibelle im Mecklenbruch

 Seltener finden sich an der Spitze der Nahrungskette stehende Vögel wie Eulen oder Greifvögel, Arten, die sich spezialisiert haben, wie der Kuckuck, und Arten, deren Habitat im Solling nur kleinflächig vorkommt, wie Teichralle, Feldschwirl, Sumpfrohrsänger oder Rohrammer. In den Sommermonaten kommen Durchzügler wie Bergfink, Raufußbussard, Merlin, Waldwasserläufer, Schafstelze, Ringdrossel oder Feldlerche hinzu.
Den meisten Vögeln dienen Gliederfüßer als Nahrungsgrundlage. Die Artenvielfalt der Gliederfüßer ist besonders hoch im Waldrandbereich, also in den schmalen Übergangszonen zum Sollingvorland wie auch an Rückegassen und anderen Wegrändern. Dort gehören Pappelschwärmer, Pappel-Eulenspinner, Vogelschmeiß-Spanner, Braunstirn-Weißspanner, Kleiner Frostspanner, Erpelschwanz-Raufußspinner, Pappel-Zahnspinner, Rundflügel-Kätzcheneule und Buchen-Streckfuß zu den saisonal zumindest an Sal-Weiden und Zitterpappeln häufig beobachtbaren auffälligen Arten.
Baldachinspinnen sind hier sowohl in Wiesen als auch in höheren Waldlagen mit montanem Charakter auffindbar. Zudem kommen zahlreiche Arten von Kurzflüglern und einige Tagfalter vor, an feuchten Stellen auch Libellen.

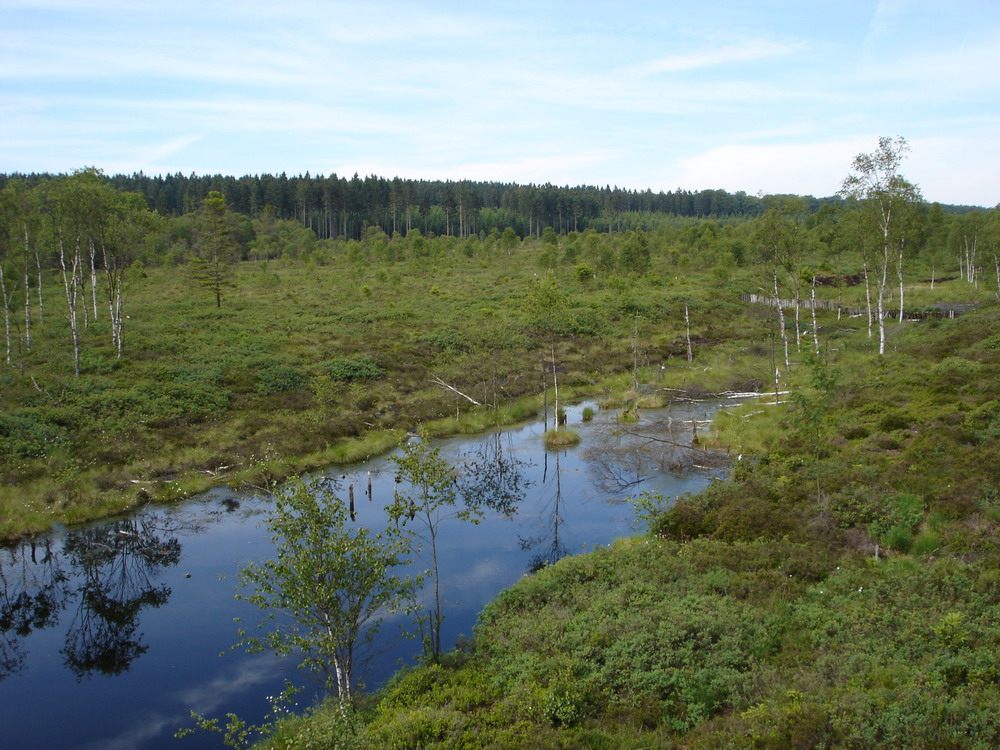
Hochmoor Mecklenbruch bei Silberborn im Solling

Der gesamte Naturpark ist als Landschaftsschutzgebiet ausgewiesen und überwiegend auch als Wasserschutzgebiet. Teilgebiete dieses Naturparks genießen den zusätzlichen Schutzstatus eines EU-Vogelschutzgebietes. Die ausgewiesenen Flächen sind Lebensraum von Mittelspecht, Raufußkauz, Schwarzstorch und anderen schutzwürdigen Vogelarten.
Unter Naturschutz stehen im Naturpark Solling-Vogler folgende Flächen: Ahlewiesen, Eichenhudewälder bei Lauenberg, Friedrichshäuser Bruch, Graupenburg, Kleines Bruch und Düsteres Bruch, Moore und Wälder im Hochsolling, Hellental, Heinsener Klippen, Graupenburg sowie Südliche Burgberghänge, Weinberge bei Holenberg und Rühle.
Im Naturpark liegen die Probenflächen des Solling-Projekts, einer der umfassendsten Studien zur Ökosystemforschung in Mitteleuropa. Dadurch ist die Ökologie der Wälder besonders gut erforscht.

## Sehenswürdigkeiten
In Nienover wurde ein Mittelalterhaus nachgebaut. Im nahegelegenen Reiherbachtal wurde im Zuge des Hutewaldprojekts Solling-Vogler die historische Nutzung des Sollings als Waldweide mittels Exmoor-Ponys und Heckrindern wiederhergestellt. Bei Silberborn wird eine Herde des vom Aussterben bedrohten Roten Höhenviehs zur Landschaftspflege gehalten.
Zwischen Silberborn und Neuhaus steht der Hochsollingturm. In der näheren Umgebung des Turms befinden sich das Naturschutzgebiet Hochmoor Mecklenbruch bei Silberborn und der Wildpark Neuhaus mit Waldmuseum bei Neuhaus.
Der Weserradweg verläuft ebenso westlich des Naturparks entlang der Weser wie die Touristenwege Deutsche Märchenstraße, Deutsche Fachwerkstraße und die Straße der Weserrenaissance. In der Talsenke zwischen Solling und Vogler verläuft der Europaradweg R1 (= D-Route 3). Zahlreiche Rund- und Themenwanderwege führen durch den Naturpark, darunter der Pilgerweg Loccum–Volkenroda.

## Verkehr

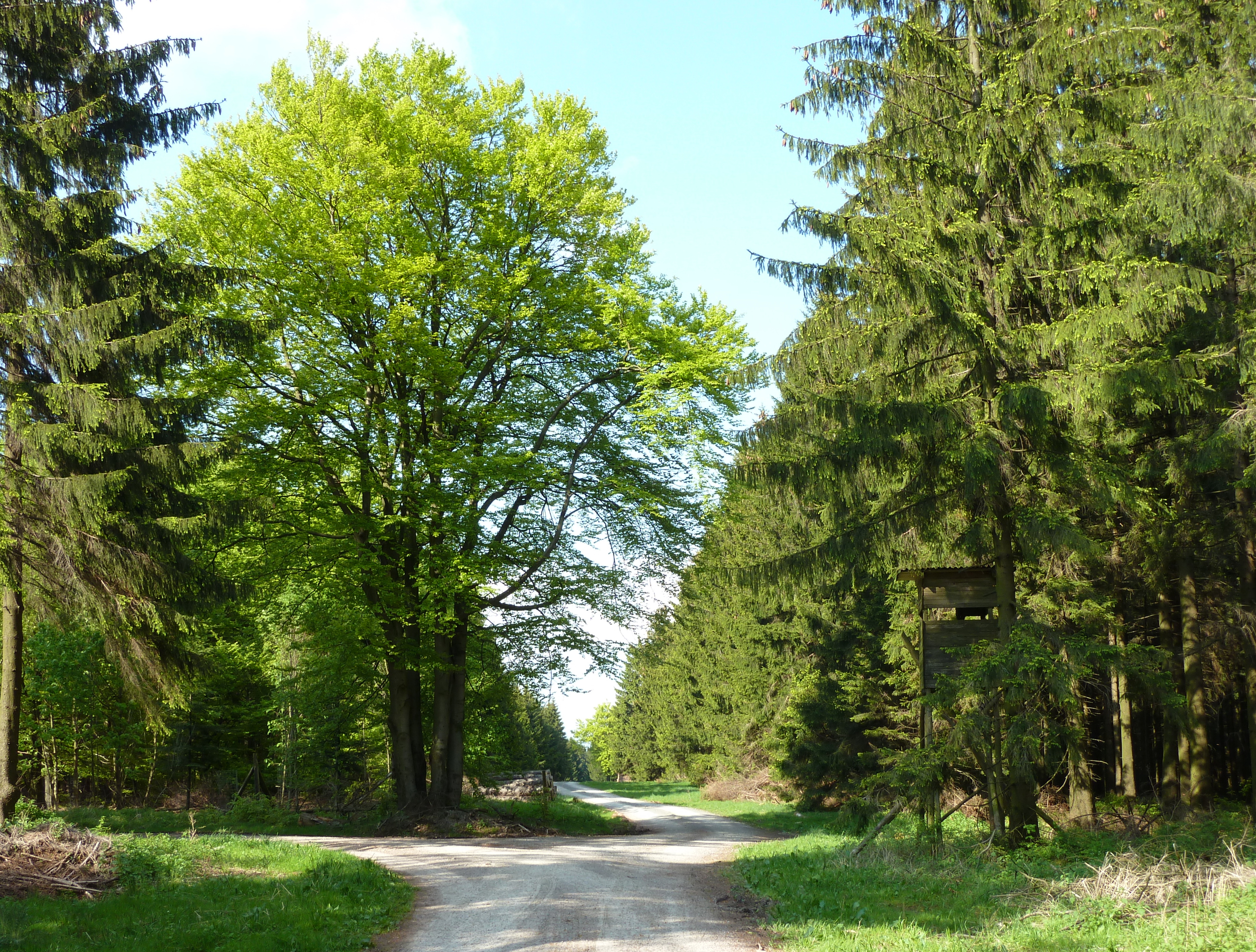
Forstwege im Solling

Die südliche und nordwestliche Peripherie des Naturparks sind mit den Verbindungen Altenbeken–Kreiensen, Göttingen–Bodenfelde und der Sollingbahn per Bahn erschlossen. Hier verlaufen auch die Bundesstraßen 64 und 241. In das Zentrum des Naturparks, den Hochsolling, leiten die B 497 den nord-südlichen Verkehr und die Landesstraße 549 den ost-westlichen Verkehr. Die Buslinien sind im VSN organisiert. Die gesamte Waldfläche ist von Forstwegen durchzogen, die Fahrzeugen der Forstwirtschaft und Jagdpächtern vorbehalten sind und die im Winter etwa an der Großen Blöße zu Skiloipen gespurt sind sowie in den übrigen Jahreszeiten das Radwegnetz der Mountainbikeregion Solling-Vogler bilden.